# C.A. Rosetti (okręg Buzău)
C.A. Rosetti – wieś w Rumunii, w okręgu Buzău, w gminie C.A. Rosetti. W 2011 roku liczyła 894 mieszkańców.